# 鸥浦乡
鸥浦乡，是中华人民共和国黑龙江省大兴安岭地区呼玛县下辖的一个乡镇级行政单位。

## 行政区划
鸥浦乡下辖以下地区：
李花站村、曙光村、鸥浦村、三合村、老卡村、怀柔村和正棋村。